# Ikarus 411T
Az Ikarus 411T az Ikarus 411-es autóbusz trolibusz változata. Az Ikarus 412T elődje. A karosszériákat az Ikarus Karosszéria- és Járműgyár, elektromos berendezéseket pedig a Kiepe és az Obus gyártotta. A típusból mindössze egy darab készült. Ezt Budapesten állították forgalomba 400-as pályaszámmal.

## Története
Az 1990-es évek elején az alacsony padlós járművek megjelenésével megváltozott az üzemeltetők igénye: akadálymentes buszokat és trolibuszokat kívántak vásárolni, így jutott az Ikarus is arra a döntésre, hogy akadálymentes járműveket gyártson. A gyár első alacsony padlós trolibusza 1994-ben készült el, az Obus–Kiepe kooperációval. Bemutatására egy évvel később került sor Magyarországon és külföldön (Hannoverben) is egyaránt. Ezt követően 1995-1997 között a budapesti trolivonalakon közlekedett tesztjárműként, a kezdetekben utasok nélkül. 1997–1998 között Romániában futott bemutatójárműként. Ott bejárta az ország összes trolibusz-hálózatát és pár napig minden városban utasokat is szállított. 1998-ban Szegedre került, itt viszont elektronikai hiba miatt hosszú ideig félreállították. 2001 februárja óta ismét Budapesten közlekedik. 2003 januárjában a BKV megvásárolta az Ikarustól az Ikarus 412-es autóbuszok késedelmes szállításai miatt felgyűlt kötbérből, majd februárban a átfényezte a piros flottaszínre. 2019-ben felújítás miatt hosszabb ideig nem közlekedett. Ekkora a 25. évfordulójára átmatricázták azokra az élénk világoszöld-narancssárga színekre, amelyekkel anno az Ikarus leszállította a BKV-nak.